# 洲本市立安乎小学校
洲本市立安乎小学校（すもとしりつ あいがしょうがっこう）は、兵庫県洲本市安乎町平安浦にある公立小学校。

## 沿革
- 1873年6月26日 創立[1]

## 通学区域
- 安乎町平安浦、安乎町中田、安乎町古宮、安乎町北谷、安乎町宮野原、安乎町山田原[2]

## 進路状況
ほとんどの児童は洲本市立安乎中学校へ進学する。

## 通学区域が隣接している学校
- 洲本市立中川原小学校
- 洲本市立鮎原小学校
- 淡路市立大町小学校
- 淡路市立塩田小学校